# IC 1962
IC 1962 је спирална галаксија у сазвјежђу Еридан која се налази на листи објеката дубоког неба у Индекс каталогу.
Деклинација објекта је - 21° 17' 31" а ректасцензија 3h 35m 37,3s. Привидна величина (магнитуда) објекта IC 1962 износи 14,1 а фотографска магнитуда 14,7. Налази се на удаљености од 18,040 милиона парсека од Сунца. IC 1962 је још познат и под ознакама ESO 548-50, MCG -4-9-31, PGC 13283.